# Deuvumi Baluwa
Deuvumi Baluwa (nep. देवभूमि बालुवा) – gaun wikas samiti w środkowej części Nepalu w strefie Bagmati w dystrykcie Kavrepalanchok. Według nepalskiego spisu powszechnego z 2001 roku liczył on 1228 gospodarstw domowych i 6773 mieszkańców (3459 kobiet i 3314 mężczyzn).